# Polyoly
Polyoly jsou vícesytné alkoholy, tedy alkoholy obsahující dvě a více hydroxylových skupin. V širším slova smyslu sem patří i polyhydroxyderiváty benzenu, které jsou aromatickými sloučeninami a nazývají se též hydroxyfenoly.

## Rozdělení

### Podle počtu hydroxylových skupin
Podle počtu hydroxylových skupin se rozlišují:
- dioly (2 hydroxyly, hlavně pokud jsou hydroxyly vázány na sousední uhlíky, nazývají se také glykoly)
- trioly (3 hydroxyly)
- tetroly (4 hydroxyly)
atd.

### Podle polohy hydroxylů
- vicinální (hydroxyly na vedle sebe se nacházejících uhlících, např. ethylenglykol, propylenglykol, butan-1,2-diol, pyrokatechol, glycerol)
- geminální (hydroxyly na stejném uhlíku, pouze u diolů, např. methandiol)
- ostatní (hydroxyly jsou od sebe více vzdálené, např. propan-1,3-diol, resorcinol, hydrochinon)

## Reakce

### Oxidace
Oxidací polyolů na primární hydroxylové skupině vznikají hydroxyaldehydy a další oxidací pak hydroxykyseliny, např. oxidace propylenglykolu:
CH3CH(OH)CH2(OH) → CH3CH(OH)CHO → CH3CH(OH)COOH.

### Redukce
Redukcí vznikají z polyolů alkoholy s méně hydroxyly, např.:
2 CH3CH(OH)CH2(OH) → CH3CH(OH)CH3 + CH3CH2CH2OH.

## Příklady
- dioly
  - ethan-1,2-diol (ethylenglykol)
  - propan-1,2-diol (propylenglykol)
  - propan-1,3-diol
  - pyrokatechol (benzen-1,2-diol)
  - resorcinol (benzen-1,3-diol)
  - hydrochinon (benzen-1,4-diol)

- trioly
  - glycerol (propan-1,2,3-triol)
  - pyrogallol (benzen-1,2,3-triol)
    - kyselina gallová (kyselina benzen-3,4,5-trihydroxy-1-karboxylová/3,4,5-trihydroxybenzoová)